# Zapote de San Vicente
Zapote de San Vicente es una localidad del estado mexicano de Guanajuato. Es parte del municipio de Valle de Santiago.

## Toponimia
El nombre «San Vicente» hace referencia al santo patrono de la localidad: Vicente de Paúl.

## Demografía
| Gráfica de evolución demográfica |
|                                  |

| Censo | Población |
| ----- | --------- |
| 1970  | 328       |
| 1980  | 472       |
| 1990  | 584       |
| 2000  | 688       |
| 2010  | 848       |
| 2020  | 1 031     |